# Trophée Franz-Beckenbauer
Pour les articles homonymes, voir Franz Beckenbauer et Beckenbauer.
 (mai 2024).
Si vous disposez d'ouvrages ou d'articles de référence ou si vous connaissez des sites web de qualité traitant du thème abordé ici, merci de compléter l'article en donnant les références utiles à sa vérifiabilité et en les liant à la section « Notes et références ».
 (mai 2024).
Le Trophée Franz-Beckenbauer est un tournoi amical organisé chaque année à la fin du mois de juillet ou d'août, à l'Allianz Arena, pour célébrer Franz Beckenbauer, joueur de légende du Bayern Munich.

## Histoire

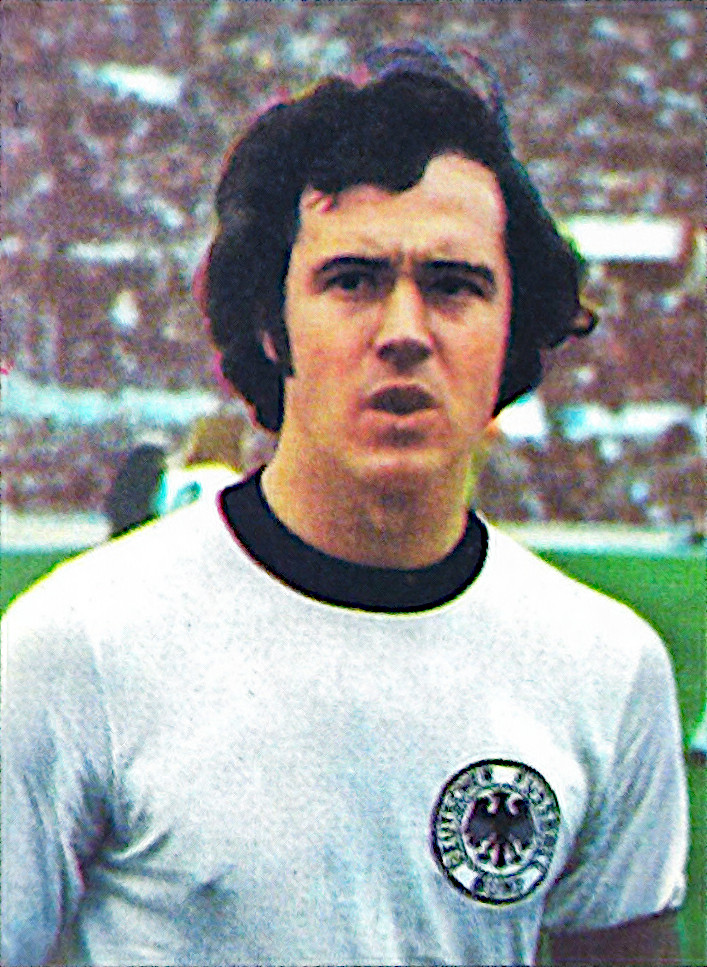
Franz Beckenbauer donne son nom au tournoi.

La première édition a eu lieu le 15 août 2007 a opposé le Bayern Munich au FC Barcelone, qui l'a emporté grâce à un but de Lionel Messi à la 84e minute. À sa création, ce n'était qu'un seul match où le Bayern affrontait un adversaire prédéfini. Le 5 août 2008, le Bayern affronte l'Inter Milan. À partir de 2009, l'Audi Cup a eu lieu en alternance, un mini-tournoi de 4 équipes. En 2010, l'ancien format est repris et le Bayern Munich s'est incliné face au Real Madrid à l'issue des tirs au but.
Après 2010, le Trophée Franz-Beckenbauer a progressivement perdu en régularité, certaines années voyant la priorité donnée à d'autres compétitions amicales ou événements. En 2012, le Bayern Munich a organisé une rencontre spéciale contre le Real Madrid pour honorer l'anniversaire de Franz Beckenbauer, mais celle-ci n'a pas été officiellement intégrée au palmarès du trophée.
Entre 2013 et 2015, le Trophée Franz-Beckenbauer n'a pas été disputé en raison de contraintes liées au calendrier chargé du Bayern Munich et à la volonté de se concentrer sur des compétitions internationales.
En 2016, le trophée a fait un retour ponctuel avec un match entre le Bayern Munich et Manchester United, remporté 2-1 par les Anglais. Cette édition a marqué le 70e anniversaire de Franz Beckenbauer, mais le tournoi a de nouveau été mis en pause les années suivantes.
Depuis 2017, le Trophée Franz-Beckenbauer est organisé de manière sporadique, principalement pour célébrer des événements particuliers ou des anniversaires liés à la carrière du "Kaiser". En 2019, une rencontre amicale a eu lieu contre Liverpool, qui s'est terminée sur un score de 3-2 en faveur des Reds.
En 2020 et 2021, en raison de la pandémie de COVID-19, aucune édition n'a été organisée. Le trophée a repris en 2022 avec un match entre le Bayern Munich et la Juventus, remporté 4-1 par le club allemand, célébrant ainsi le 75e anniversaire de Franz Beckenbauer.
En 2024, aucune édition officielle n'a encore été annoncée, et le trophée reste un événement ponctuel plutôt qu'une compétition annuelle. Il continue néanmoins de symboliser l'hommage rendu à l'une des plus grandes légendes du football, tout en offrant des rencontres de prestige au public de l'Allianz Arena.

## Palmarès
| Année | Vainqueur    | Score              | Finaliste     |
| ----- | ------------ | ------------------ | ------------- |
| 2007  | FC Barcelone | 1-0                | Bayern Munich |
| 2008  | Inter Milan  | 1-0                | Bayern Munich |
| 2010  | Real Madrid  | 0-0 (5-4 t. a. b.) | Bayern Munich |